# Норт-Веллі (Нью-Мексико)
Норт-Веллі (англ. North Valley) — переписна місцевість (CDP) в США, в окрузі Берналільйо штату Нью-Мексико. Населення — 11 149 осіб (2020).

## Географія
Норт-Веллі розташований за координатами 35°10′23″ пн. ш. 106°37′22″ зх. д. / 35.17306° пн. ш. 106.62278° зх. д. (35.173121, -106.622802).  За даними Бюро перепису населення США в 2010 році переписна місцевість мала площу 18,24 км², з яких 18,17 км² — суходіл та 0,08 км² — водойми.

### Клімат
| Клімат : Норт-Веллі                                                               | Клімат : Норт-Веллі | Клімат : Норт-Веллі | Клімат : Норт-Веллі | Клімат : Норт-Веллі | Клімат : Норт-Веллі | Клімат : Норт-Веллі | Клімат : Норт-Веллі | Клімат : Норт-Веллі | Клімат : Норт-Веллі | Клімат : Норт-Веллі | Клімат : Норт-Веллі | Клімат : Норт-Веллі | Клімат : Норт-Веллі |
| Показник                                                                          | Січ.                | Лют.                | Бер.                | Квіт.               | Трав.               | Черв.               | Лип.                | Серп.               | Вер.                | Жовт.               | Лист.               | Груд.               | Рік                 |
| Абсолютний максимум, °C                                                           | 24,4                | 26,7                | 31,7                | 36,1                | 40,0                | 45,0                | 43,3                | 40,0                | 40,6                | 33,3                | 27,2                | 23,9                | 45,0                |
| Середній максимум, °C                                                             | 11,3                | 15,1                | 19,3                | 24,2                | 29,8                | 35,9                | 36,3                | 34,9                | 31,8                | 25,1                | 17,7                | 11,1                | 24,4                |
| Середній мінімум, °C                                                              | −2,6                | 0,2                 | 2,2                 | 7,0                 | 13,8                | 20,3                | 22,4                | 19,1                | 14,7                | 7,5                 | 0,4                 | −2,6                | 8,6                 |
| Абсолютний мінімум, °C                                                            | −21,7               | −17,2               | −12,8               | −6,1                | −1,7                | 5,6                 | 5,6                 | 8,9                 | −2,2                | −8,3                | −14,4               | −28,3               | −28,3               |
| Середня кількість сонячних годин на місяць                                        | 235,6               | 226,0               | 269,7               | 306,0               | 347,2               | 360,0               | 334,8               | 313,1               | 288,0               | 282,1               | 234,0               | 223,2               | 3419                |
| Норма опадів, мм                                                                  | 8                   | 7                   | 8                   | 12                  | 14                  | 12                  | 28                  | 34                  | 21                  | 13                  | 7                   | 8                   | 171                 |
| Днів з опадами                                                                    | 3,1                 | 2,1                 | 3,2                 | 3,0                 | 4,2                 | 1,4                 | 6,4                 | 7,5                 | 4,2                 | 3,3                 | 2,1                 | 6,6                 | 47,1                |
| Днів зі снігом                                                                    | 0,7                 | 2,0                 | 0,9                 | 0                   | 0                   | 0                   | 0                   | 0                   | 0                   | 0,2                 | 0,7                 | 1,0                 | 5,5                 |
| --------------------------------------------------------------------------------- | ------------------- | ------------------- | ------------------- | ------------------- | ------------------- | ------------------- | ------------------- | ------------------- | ------------------- | ------------------- | ------------------- | ------------------- | ------------------- |
| Джерело: NOAA (extremes 1958–present) Hong Kong Observatory (sun only, 1961–1990) |                     |                     |                     |                     |                     |                     |                     |                     |                     |                     |                     |                     |                     |

## Демографія
Згідно з переписом 2010 року, у переписній місцевості мешкали 11 333 особи в 4550 домогосподарствах у складі 2981 родини. Густота населення становила 621 особа/км².  Було 4852 помешкання (266/км²).
Расовий склад населення:
| - 70,9 % — білих - 3,0 % — корінних американців - 0,6 % — чорних або афроамериканців - 0,6 % — азіатів - 0,1 % — вихідців з тихоокеанських островів - 20,7 % — осіб інших рас |

До двох чи більше рас належало 4,1 %. Частка іспаномовних становила 59,2 % від усіх жителів.
За віковим діапазоном населення розподілялося таким чином: 21,9 % — особи молодші 18 років, 60,9 % — особи у віці 18—64 років, 17,2 % — особи у віці 65 років та старші. Медіана віку мешканця становила 44,1 року. На 100 осіб жіночої статі у переписній місцевості припадало 98,3 чоловіків;  на 100 жінок у віці від 18 років та старших — 94,5 чоловіків також старших 18 років.
Середній дохід на одне домашнє господарство  становив 68 924 долари США (медіана — 45 291), а середній дохід на одну сім'ю — 88 102 долари (медіана — 66 225). Медіана доходів становила 51 150 доларів для чоловіків та 41 875 доларів для жінок. За межею бідності перебувало 21,0 % осіб, у тому числі 36,6 % дітей у віці до 18 років та 8,8 % осіб у віці 65 років та старших.
Цивільне працевлаштоване населення становило 4766 осіб. Основні галузі зайнятості: освіта, охорона здоров'я та соціальна допомога — 24,4 %, науковці, спеціалісти, менеджери — 14,4 %, будівництво — 14,0 %.